# Philippe Ier de Tarente
Pour les articles homonymes, voir Tarente (homonymie).
Philippe Ier d'Anjou, né le 10 novembre 1278, mort à Naples le 26 décembre 1331, prince de Tarente et d'Achaïe, « despote de Romanie » par son premier mariage, et empereur (titulaire) de Constantinople par son second mariage, fils de Charles II d'Anjou, roi de Naples, et de Marie de Hongrie. Il aurait dû hériter par mariage du despotat d'Épire et prit le titre de « despote de Romanie » à la mort du despote Nicéphore Ier Doukas.

## Biographie
En 1294, son père lui constitua un vaste domaine, dans le cadre des projets d'expansion vers l'Orient du royaume de Naples. En février, à l'occasion de son adoubement, il lui attribua ainsi la principauté de Tarente et organisa ensuite durant l'été son mariage avec Thamar (en) la fille et héritière de Nicéphore Ier despote d'Épire et Anne Cantacuzène ; en attendant d'hériter de l'Épire, la jeune fille apportait en dot quatre forteresses d'Étolie-Acarnanie. À l'occasion des noces, Charles céda aussi à Philippe la suzeraineté sur la principauté d'Achaïe, le duché d'Athènes et leurs dépendances, ainsi que ses droits sur l'Albanie. Retenu par ses responsabilités en Italie, il envoya des gouverneurs administrer ses terres en Épire.

### Guerre de Sicile
Philippe fut chargé avec son frère Robert de combattre le roi Frédéric II de Sicile en 1299, mais voulant obtenir la gloire de réussir seul, il s'engagea sans attendre son frère dans un combat à Falconara où il fut blessé et fait prisonnier. Les Angevins de Naples furent ainsi contraint, par sa défaite, de renoncer à leur expédition.

### Affaires en Grèce
Libéré en 1302 grâce à la paix de Caltabellotta, il chercha à obtenir l'hommage de son beau-frère Thomas pour l'Épire, qu'il revendiquait grâce à son mariage. À la suite du refus de Thomas et de sa mère Anne, une expédition angevine fut envoyée sans succès dans le despotat en 1303.
En juin 1306, il se rendit en Grèce pour prendre possession de la principauté d'Achaïe après la déposition du prince Philippe de Savoie, accompagné de 10 000 soldats dont 4 000 hommes à cheval. Il remporta quelques succès contre les Grecs du despotat de Mistra puis passa en Épire où son expédition fut un échec. Son armée étant décimée par la maladie, il se replia en Italie.

### Guerres en Italie
En 1315, Florence, en lutte avec les gibelins de Pise, demanda des secours au roi de Naples, qui leur envoya son frère Philippe à la tête d'une armée. La bataille entre les deux armées eut lieu à Montecatini et Philippe, malgré son courage et ses efforts, perdit la bataille ainsi que son frère, Pierre, comte de Gravina, et son fils aîné, Charles.
En 1318, il eut plus de succès au côté de son frère Robert le Sage, roi de Naples, lorsqu'ils défendirent Gênes contre les gibelins.
Il mourut à Naples le 26 décembre 1331.

## Mariages et enfants

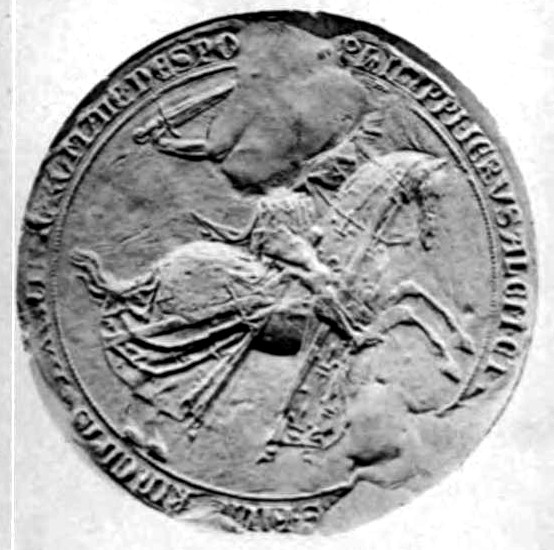
Sceaux de Philippe d'Anjou.

Il épousa à l'Aquila en 1294 Thamar Ange (1277-1311), fille de Nicéphore Ier, despote d'Épire, et d'Anne Cantacuzène. Ils eurent :
- Charles (1296-1315), il accompagna son père en guerre contre Pise et fut tué en 1315 à la bataille de Montecatini ;
- Jeanne (1297-1323), mariée en 1316 à Oshim, roi d'Arménie (1282-1320) ;
- Philippe (1300-1331), despote de Romanie, qui épousa Yolande d'Aragon, fille du roi Jacques II d'Aragon ;
- Marie (1302-1368), abbesse du monastère de Saint-Benoit (it) de Conversano ;
- Béatrice (1305-1340), mariée en 1325 avec Gautier VI, comte de Brienne (mort en 1356), duc titulaire d'Athènes et seigneur d'Argos ;
- Blanche (1309-1337), mariée en 1327 avec l'infant Raymond Bérenger d'Aragon, comte d'Empúries, dernier fils de Jacques II ;

Il répudia Thamar en 1309 et épousa en secondes noces à Fontainebleau en 1313 Catherine II de Valois-Courtenay, impératrice titulaire de Constantinople, fille de Charles de France, comte de Valois, et de Catherine de Courtenay (1274-1307). Ils eurent :
- Robert (1315-1364), prince de Tarente et d'Achaïe, marié en 1347 à Marie de Bourbon (1318-1387) ;
- Louis (1320-1362), roi de Naples ;
- Marguerite (1325-1380), mariée en 1352 à François des Baux (1330-1422) , duc d'Andria ;
- Philippe II de Tarente (1329-1374), prince de Tarente.